# Carabus gigas
Carabus gigas es una especie de coleóptero adéfago de la familia Carabidae. Habita en Europa, donde puede ser observado en Albania, Austria, Bosnia y Herzegovina, Bulgaria, Croacia, Grecia, Hungría,  Italia, Macedonia, Rumania, Eslovenia y Yugoslavia.